# Muscidae
Los múscidos (Muscidae) son una familia de dípteros vulgarmente conocidos como moscas, que se ubica en la superfamilia Muscoidea.  A las más comunes se las conoce como moscas de casa o de establo debido a su sinantropía (adaptaciones de ciertas especies a condiciones ambientales creadas o modificadas por las actividades humanas). Se distribuyen por todo el mundo. La familia contiene aproximadamente 100 géneros, con casi 4.000 especies descritas. La mayoría de las especies no son sinantrópicas. 
Los adultos pueden ser depredadores, hematófagos, saprófagos o alimentarse de exudados de plantas y animales. Son atraídos por numerosas sustancias como azúcar, sudor, lágrimas y sangre. Las larvas se dan en varios hábitats, incluyendo vegetación en descomposición, suelo, nidos de pájaros e insectos, agua y carroña. La mosca de casa,  Musca domestica, es la especie más conocida.

## Descripción
Se las identifica por las antenas, que poseen tres segmentos y son aristadas. Los Faniidae, que antes se clasificaban como una subfamilia (Fanniinae) de Muscidae, también poseen estas características, pero se puede diferenciar entre ambas familias por la falta de otras características de identificación de Fanniidae. Las larvas se desarrollan principalmente en materia vegetal en descomposición y en estiércol.

## Importancia médica
Su importancia radica en que son vectores pasivos de patógenos de enfermedades como fiebre tifoidea, disentería, ántrax y la enfermedad del sueño. Otras especies, pertenecientes a los géneros Hydrotaea y Muscina, son importantes debido a que se utilizan en estudios de casos forenses.

## Evolución
Se estima que la familia Muscidae se originó en el Pérmico, sin embargo no existe registro fósil más antiguo que el del Eoceno.

## Géneros
Lista de géneros según el Catalogue of Life:
- Adia
- Aethiopomyia
- Afromydaea
- Agenamyia
- Albertinella
- Alluaudinella
- Altimyia
- Amicitia
- Anaphalantus
- Andersonosia
- Anthocoenosia
- Anthomyia
- Apsil
- Arthurella
- Atelia
- Atherigona
- Auria
- Azelia
- Balioglutum
- Beccimyia
- Biopyrellia
- Bithoracochaeta
- Brachygasterina
- Brevicosta
- Bruceomyia
- Bryantina
- Buccophaonia
- Calliphoroides
- Camptotarsopoda
- Caricea
- Cariocamyia
- Cephalispa
- Chaetagenia
- Chaetopapuaia
- Chaetophaonia
- Charadrella
- Chortinus
- Coenosia
- Cordilura
- Cordiluroides
- Correntosia
- Crucianella
- Curranosia
- Cypselodopteryx
- Cyrtoneurina
- Dasyphora
- Deltotus
- Dichaetomyia
- Dimorphia
- Dolichophaonia
- Drepanocnemis
- Drymeia
- Eginia
- Eginiella
- Eudasyphora
- Exsul
- Fraserella
- Graphomya
- Gymnodia
- Gymnopapuaia
- Haematobia
- Haematobosca
- Haematostoma
- Haroldopsis
- Hebecnema
- Helina
- Helinomydaea
- Heliographa
- Hemichlora
- Hennigiola
- Hennigmyia
- Huckettomyia
- Hydrotaea
- Idiohelina
- Insulamyia
- Itatingamyia
- Lasiopelta
- Limnohelina
- Limnophora
- Limnospila
- Lispacoenosia
- Lispe
- Lispocephala
- Lispoides
- Lophosceles
- Macroeginia
- Macrorchis
- Magma
- Megophyra
- Mesembrina (insecto)
- Metopomyia
- Microcalyptra
- Mitroplatia
- Morellia
- Mulfordia
- Musca
- Muscina
- Mydaea
- Myiophaea
- Myospila
- Neivamyia
- Neodexiopsis
- Neohelina
- Neolimnophora
- Neomuscina
- Neomyia
- Neorypellia
- Neurotrixa
- Notoschoenomyza
- Nystomyia
- Ochromusca
- Ocypodomyia
- Ophyra
- Opsolasia
- Orchisia
- Oxytonocera
- Pachyceramyia
- Palpibracus
- Papuaia
- Papuaiella
- Paracoenosia
- Paralimnophora
- Parastomoxys
- Parvisquama
- Passeromyia
- Pectiniseta
- Pentacricia
- Phaomusca
- Phaonia
- Phaonidia
- Phaonina
- Philornis
- Pictia
- Pilispina
- Plexiopsis
- Plumispina
- Polietes
- Polietina
- Potamia
- Prohardyia
- Prostomoxys
- Pseudocoenosia
- Pseudohelina
- Pseudoptilolepis
- Psilochaeta
- Pygophora
- Pyrellia
- Pyrellina
- Reinwardtia
- Reynoldsia
- Rhabdoptera
- Rhinomusca
- Rhynchomydaea
- Rypellia
- Sarcopromusca
- Scenetes
- Schoenomyza
- Schoenomyzina
- Scutellomusca
- Sinophaonia
- Souzalopesmyia
- Spanochaeta
- Spathipheromyia
- Spilogona
- Stomopogon
- Stomoxys
- Stygeromyia
- Syllimnophora
- Syngamoptera
- Synthesiomyia
- Tamilomyia
- Tertiuseginia
- Tetramerinx
- Thaumasiochaeta
- Thricops
- Trichomorellia
- Villeneuvia
- Xenomorellia
- Xenomyia
- Xenotachina
- Xestomyia

## Imágenes

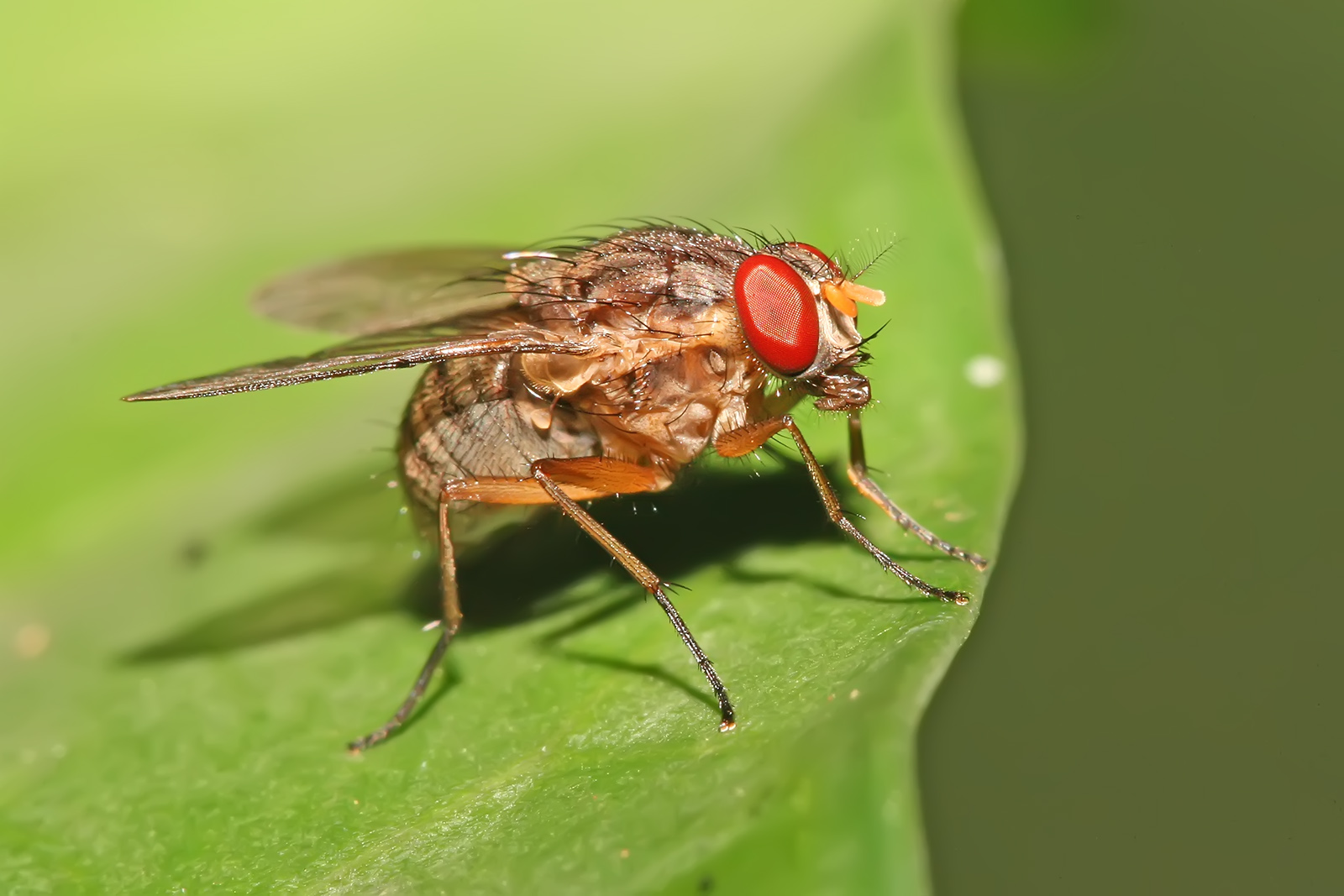
Mydaeinae sp.
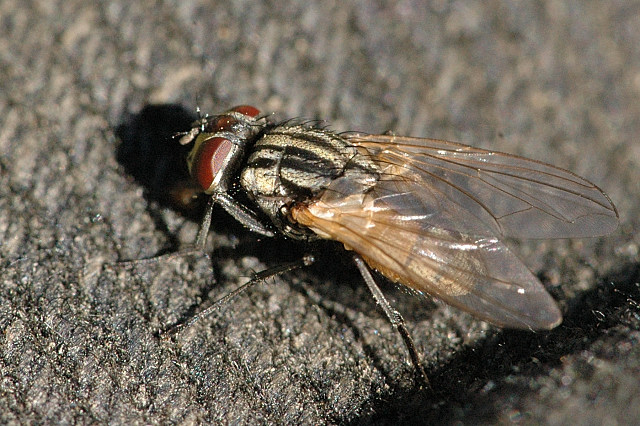
Musca domestica
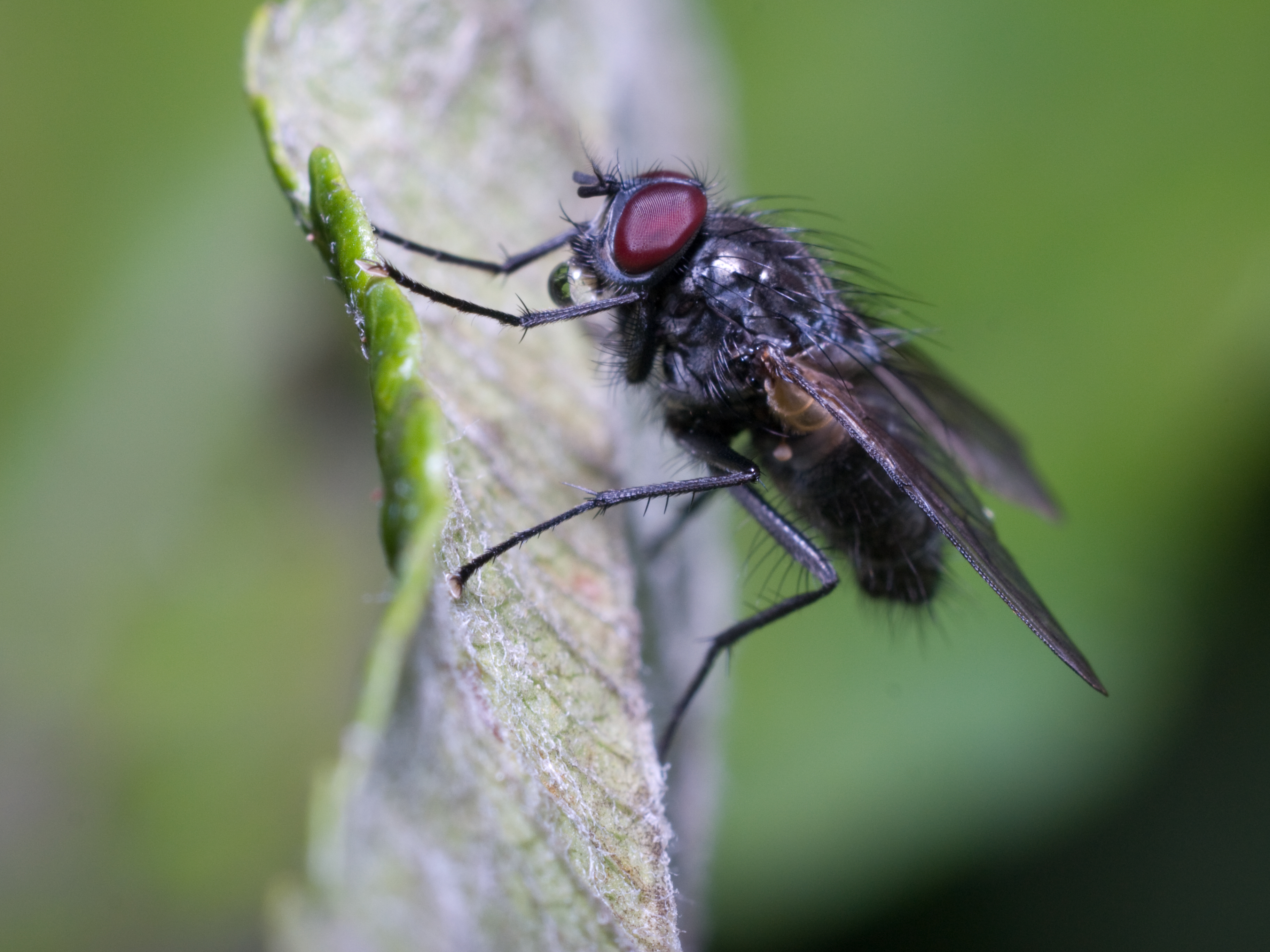
Muscidae sp.
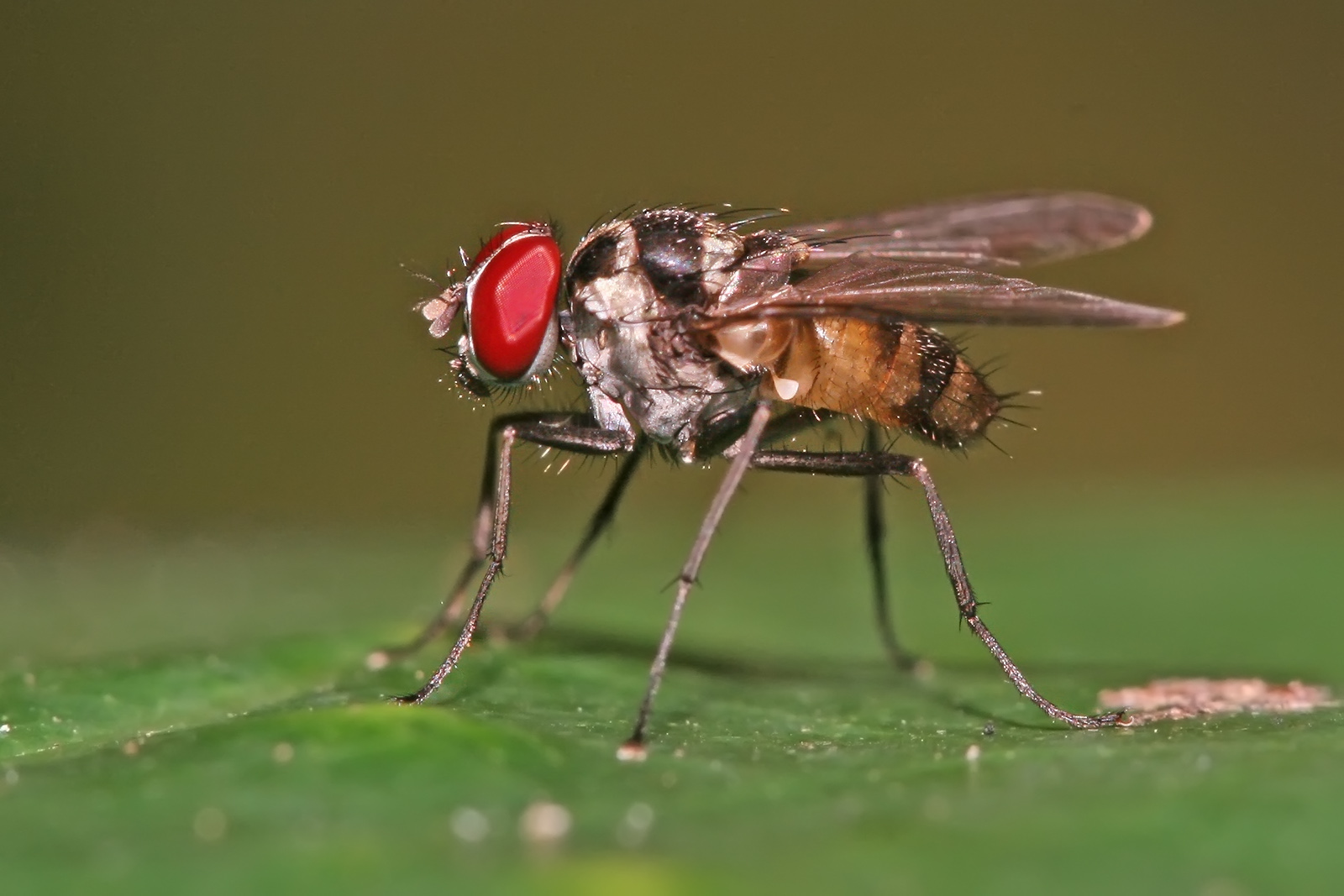
Limnophora sp.
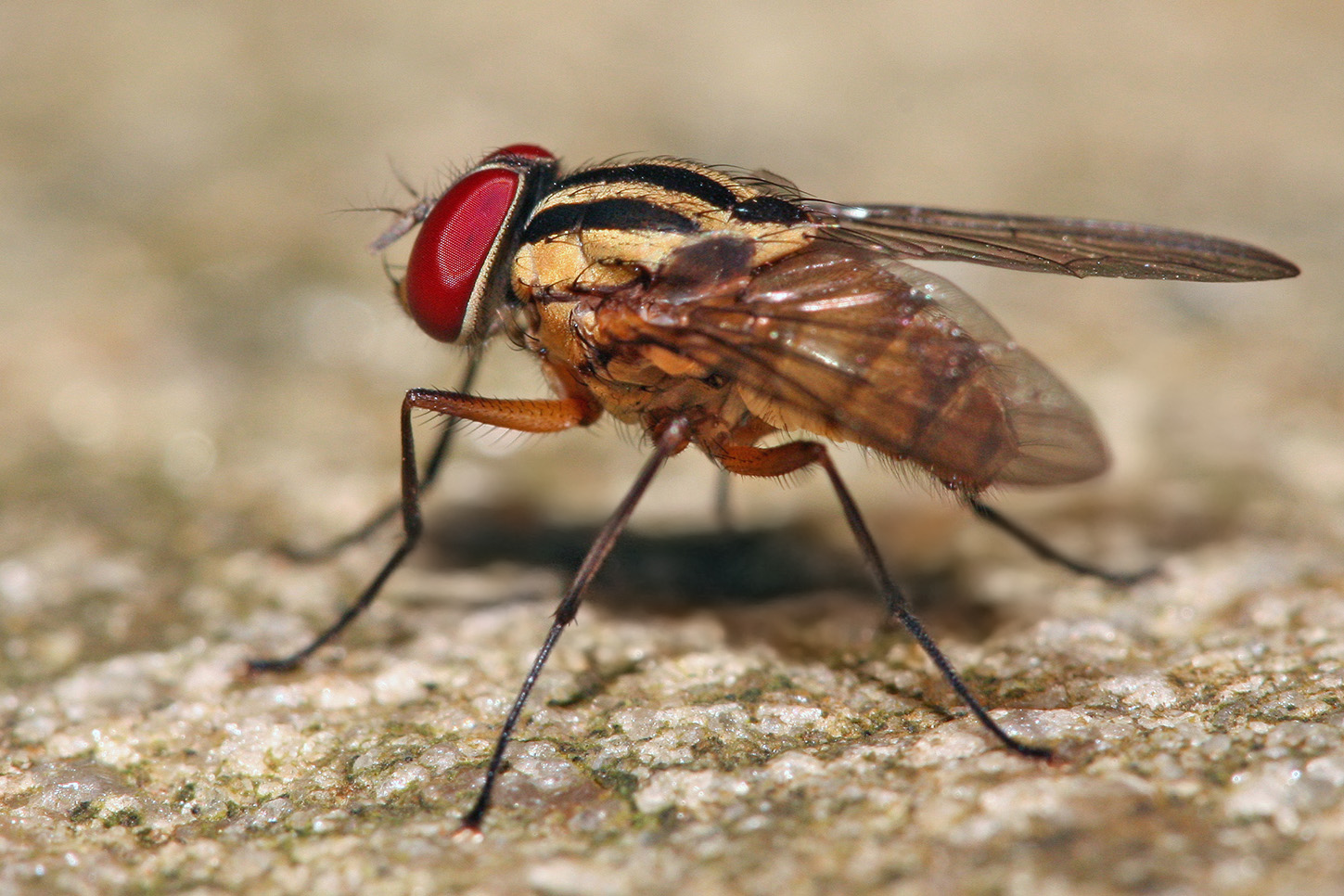
Graphomya eustolia
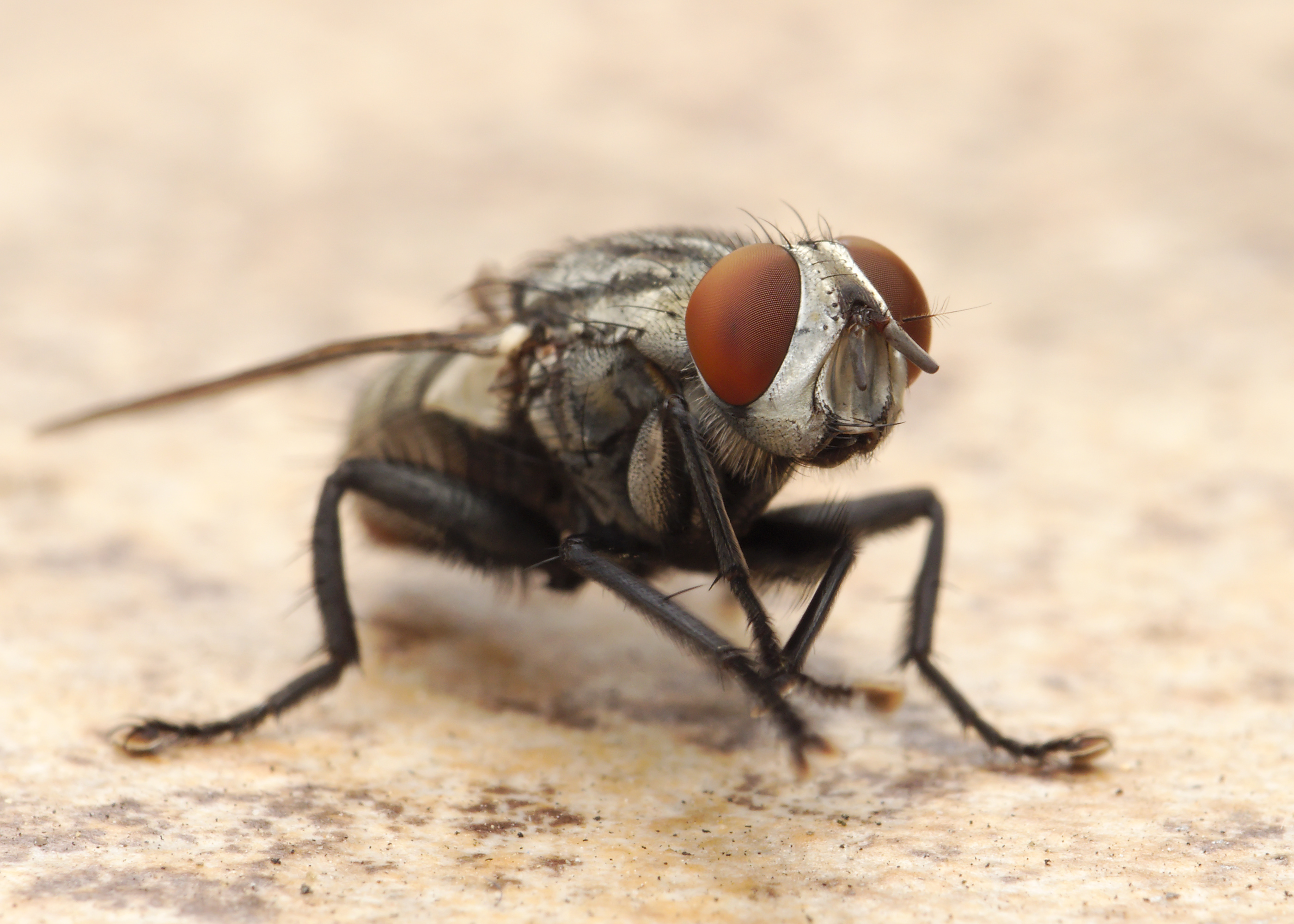
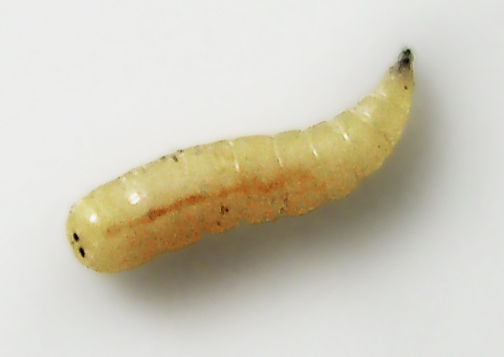
Musca domestica larva